# 新城 (新竹縣關西鎮)
新城，是臺灣新竹縣關西鎮的一個傳統地域名稱，位於該鎮南部。相較於今日行政區，其範圍大致為南新里東南半部。

## 歷史
台灣清治末期至日治初期，新城地區為一街庄，稱為「新城庄」，隸屬於竹北二堡。該庄東北與苧仔園庄、老社藔庄、石門庄為鄰，東南與蕃地、八十份庄為鄰，西南邊為大平地庄，西北邊為鹿藔坑庄、燥坑庄。
1901年（日治明治三十四年）11月，全台廢縣廳改設二十廳，該庄隸屬於新竹廳。1909年（明治四十二年）10月，合併二十廳為十二廳，該庄隸屬不變。1920年（大正九年），廢十二廳改設五州二廳，該庄改制為「新城」大字，隸屬於新竹州中壢郡關西庄。1941年，關西庄升格為關西街。
戰後關西街改制為關西鎮，隸屬於新竹縣，大字亦改制為里。1950年桃、竹、苗分治，關西鎮隸屬不變。

## 交通
省道台3線俗稱「內山公路」，是台北至屏東的內陸縱貫幹道，大致以縱向蜿蜒經過新城地區中部，向北可前往關西市區、龍潭、大溪、三峽等地，向南可前往橫山市區（九讚頭）、下公館、北埔、峨眉等地。
鄉道竹25線是關西至鹿寮坑的道路，經過本地區西端，向西南轉北可經燥坑、上南片、關西市區，向南可前往鹿寮坑中部的鄉道竹26線路口。

## 運動休閒
- 旭陽高爾夫球俱樂部（部分）
- 老爺關西高爾夫球場（部分）